# Western (Nebraska)
Western est un village du comté de Saline, dans l'État du Nebraska, aux États-Unis. En 2020, il comptait une population de 224 habitants.